# Barranc de Cantallops
El barranc de Cantallops és un barranc del terme actual de Tremp, a la comarca del Pallars Jussà i l'Aragó. El barranc es forma a llevant de la casa de Trepadús, i en 400 metres baixa cap al sud-est a trobar el barranc de Palomera.
Té un curs curt i poc significatiu, però en molts mapes es dona el seu nom al darrer tram del barranc de Palomera, amb la qual cosa aquest barranc passaria a ser més llarg i destacat en el seu entorn.

## Referenciés
1. ↑  «barranc de Cantallops | enciclopedia.cat». [Consulta: 8 desembre 2024].
2. 1 2  «ICGC - Vissir3». [Consulta: 8 desembre 2024].